# 崔护
崔护（8世纪？—9世纪？），字殷功，博陵郡（今河北省衡水市安平县）人，唐朝官员、诗人。
貞元十二年（796年）進士及第，大和三年（829年）為京兆尹，不久改為御史大夫。官至嶺南節度使。
資質甚美，個性孤潔寡合。

## 軼事
《太平廣記》有收錄兩個關於崔護的小故事，分別收錄在〈嘲誚三 （页面存档备份，存于）〉和〈情感 （页面存档备份，存于）〉，前者出自《嘉話錄》，後者出自《本事詩》。
其中〈情感〉中就收錄了崔護最有名的詩〈題都城南庄〉的背景故事，崔護與桃花女邂逅的愛情佳話。
唐代孟啟的《本事诗》首先收錄了這段佳話，之後不少古籍文獻皆有轉載，包括《太平廣記》的〈情感〉、《歲時廣記》的清明篇〈訪莊婦〉、《新增月日紀古》的清明篇、《群芳譜》的桃篇等，甚至小說集《警世通言》也在〈金明池吳清逢愛愛 （页面存档备份，存于）〉中有白話文故事記載。
而〈嘲誚三〉中則收錄了崔護因未能登科，而譏誚他擔任考官的三堂舅苗登「甲背有猪皮之異」的逸事。

## 作品
崔护诗风精练婉丽，语极清新。《全唐诗》收录其诗作六首，包含五月水边柳、郡齋三月下旬作、晚鸡、山鸡舞石境、三月五日陪裴大夫泛長沙東湖、题都城南庄等，皆为佳作，其中以题都城南庄流传最广：
| 《题都城南庄》 去年今日此门中，人面桃花相映红。 人面不知何处去，桃花依旧笑春风。 |

除了詩作，崔護在《全唐文》另有收錄兩篇賦，分別為屈刀為鏡賦和日五色賦。

### 〈題都城南庄〉對後世的影響
今日所存崔護的詩作雖僅六首，卻因題都城南庄一詩而名垂青史。此詩及其故事成為文學典故，被多次引用於文學作品，甚至改編，對後世影響極深。
例如，元代白樸的詞清平樂 題闕：「桃花門外重重。一言半語相通。縈損題詩崔護，幾回南陌春風。」就化用了此典故；北宋王安石在《胡茄十八拍》甚至直接引用整句「欲問平安無使來，『桃花依舊笑春風』。」；《水滸傳》第二十九回亦有「儘教崔護去尋漿，疑是文君重賣酒。」一句。
此詩典故也成為了女子為情而死的象徵，如《柳南續筆》卷一收錄的一則故事平望女子記載「事如唐崔護桃花人面，特不回生耳！」。
另外，也有一些比較有趣的改編化用，例如清代徐珂《清稗類鈔》收錄的故事糟團御史，敘述了順治年間，吳地一位號稱「鐵面御史」的清官卸任後由一位「好為長夜飲」的御史繼任，便有人模仿崔護的〈題都城南庄〉作詩譏諷：「去年今日此門中，鐵面糟團大不同。鐵面不知何處去？糟團日日醉春風。」

## 歌曲
- 《人面桃花》：连水森作词，左宏元作曲，嘟嘟演唱，歌林唱片录制，是1987年台湾中视《珍珠传奇》第16至32集片头及片尾曲。
- 《人面桃花》：陳蝶衣作詞，姚敏作曲，鄧麗君演唱，初版收錄於《難忘的Teresa Teng》，重新編曲版收錄於2001年專輯《忘不了》。
- 《桃花缘》：乾铭作词，王黎光作曲，李炜、阿兰在2018年央视《经典咏流传》节目第一季第10期演唱，后阿兰录制有独唱版。

## 影视作品
- 1995年臺灣中視古裝電視劇《人面桃花》製作人為周遊、李朝永，馬景濤飾演崔護。